# Tadeusz Ryszard Majewski
Tadeusz Ryszard Majewski (ur. 13 grudnia 1926 w Warszawie, zm. 7 maja 2002 tamże) – pierwszy biskup (zwierzchnik) Kościoła Polskokatolickiego w latach 1975–1995 i ordynariusz diecezji warszawskiej w okresie od 1966 do 1996.

## Życiorys
Urodził się w rodzinie rzymskokatolickiej, na kapłana został wyświęcony 12 kwietnia 1952 roku przez bpa Romana Marię Jakuba Próchniewskiego z Kościoła Starokatolickiego Mariawitów. Od 1952 wikariusz, a w latach 1954–1962 proboszcz parafii katedralnej Świętego Ducha w Warszawie. W latach 1958–1962 Kanclerz Kurii Biskupiej Kościoła Polskokatolickiego, a w latach 1962–1966 wikariusz generalny diecezji krakowsko-częstochowskiej.
29 października 1965 został Wiceprzewodniczącym Rady Kościoła Polskokatolickiego, a od 5 lipca 1966 był ordynariuszem diecezji warszawskiej. 10 lipca 1966 został konsekrowany w Bolesławiu na biskupa Kościoła, sakry udzielał bp Leon Grochowski z Polskiego Narodowego Kościoła Katolickiego. W 1973 uzyskał tytuł doktora honoris causa w Athenaeum Ekumenical Divinity Institute w Cleveland.
W dniu 15 maja 1975 we Wrocławiu, ordynariuszowi diecezji warszawskiej ks. bp Tadeuszowi Majewskiemu powierzono funkcję zwierzchnika Kościoła, później (1986) przyjął on tytuł Pierwszego Biskupa Kościoła Polskokatolickiego w PRL. 24 marca 1998 odbył w Watykanie prywatną rozmowę z papieżem Janem Pawłem II.
W czasie swojej kadencji bp Tadeusz Majewski, mimo niektórych zasług dla Kościoła, świadomie lekceważył ustrój synodalny Kościoła i latami nie zwoływał synodu. Nie przestrzegał norm prawa kościelnego, w szczególności zaś norm akcentujących rolę Synodu Kościoła jako najwyższej, prawodawczej władzy w Kościele. Obniżało to rangę Kościoła i ośmieszało go w kraju i za granicą. Ponadto, zdaniem władz państwowych, władze kościelne utraciły legitymizację do działania w związku z upływem 7-letniej kadencji.
27 czerwca 1995 na Synodzie Ogólnopolskim w Warszawie bp Tadeusz Majewski nie został wybrany ponownie zwierzchnikiem Kościoła Polskokatolickiego w RP, zachował jednak do czasu osiągnięcia wieku emerytalnego (1996) funkcję ordynariusza diecezji warszawskiej. Został odznaczony Krzyżem Komandorskim Orderu Odrodzenia Polski (1998).

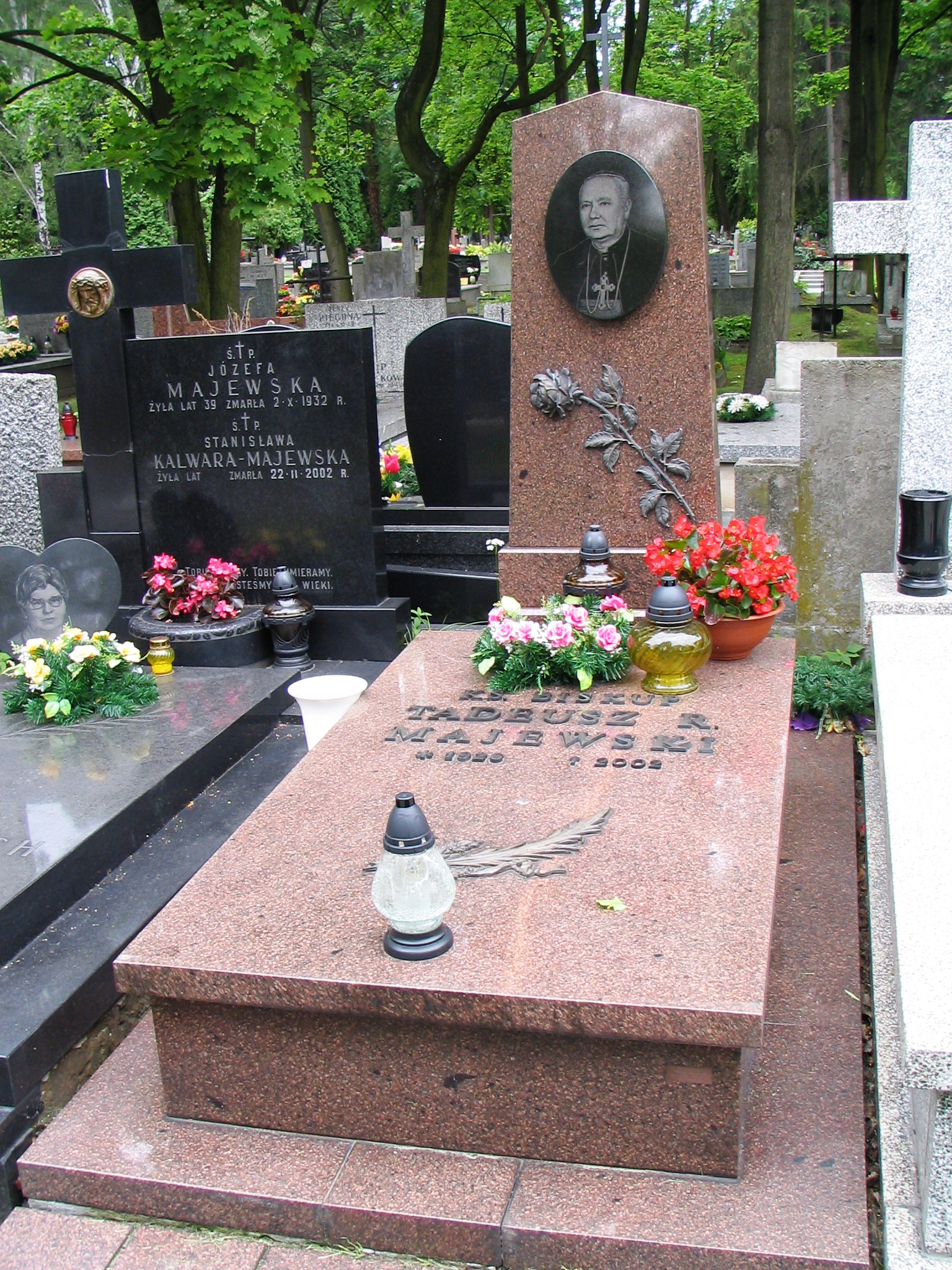
Grób bpa Tadeusza Majewskiego na Cmentarzu Wojskowym na Powązkach, 23 lipca 2008

Zmarł 7 maja 2002. Nabożeństwo pogrzebowe odbyło się 16 maja 2002 w katedrze polskokatolickiej pw. Św. Ducha w Warszawie. Mszy Świętej koncelebrowanej przewodniczył bp Wiesław Skołucki — ordynariusz diecezji wrocławskiej. Został pochowany na cmentarzu Wojskowym na Powązkach (kwatera D-11-18).